# Otoblastus maculator
Otoblastus maculator là một loài tò vò trong họ Ichneumonidae.